# Inside Job (film 2010)
Inside Job è un film del 2010 prodotto, scritto e diretto da Charles Ferguson, che indaga le cause della grande recessione, vincitore dell'Oscar al miglior documentario nel 2011. L'autore ha spiegato che il film mette a nudo «la corruzione sistemica negli Stati Uniti attuata dall'industria dei servizi finanziari e le conseguenze di questa corruzione sistemica».

## Trama
Il documentario è diviso in cinque parti. Si inizia esaminando come il mercato finanziario dell'Islanda sia stato fortemente liberalizzato nel 2000 e le conseguenze della privatizzazione delle sue banche. Quando Lehman Brothers fallì e AIG crollò, l'Islanda e il resto del mondo entrarono in una recessione globale. Alla conferenza annuale della Federal Reserve nel 2005, Raghuram Rajan, allora capo economista del Fondo Monetario Internazionale, aveva messo in guardia dai crescenti rischi nel sistema finanziario e aveva proposto politiche per ridurre tali rischi. L'ex segretario al Tesoro degli Stati Uniti Lawrence Summers aveva definito gli avvertimenti "fuorvianti" e Rajan stesso un "luddista". Tuttavia, a seguito della crisi finanziaria del 2007-2008, i punti di vista di Rajan sono stati considerati premonitori ed è stato ampiamente intervistato per questo film.

### Parte I: Come ci siamo arrivati
Il settore finanziario americano fu regolato dal 1941 al 1981, seguito da un lungo periodo di deregolamentazione. Alla fine degli anni '80, una crisi di risparmi e prestiti costò ai contribuenti circa 124 miliardi di dollari. Alla fine degli anni '90, il settore finanziario si era consolidato in alcune enormi compagnie. Nel marzo 2000 scoppiò la Bolla delle dot-com perché le banche di investimento avevano promosso società Internet che poi sapevano che sarebbero fallite, causando 5 trilioni di dollari di perdite per gli investitori. Negli anni '90, i derivati erano diventati popolari nel settore e avevano aggiunto instabilità. Gli sforzi per regolare i derivati vennero vanificati dal Commodity Futures Modernization Act del 2000, sostenuto da numerosi funzionari chiave. Negli anni 2000, l'industria era dominata da cinque banche di investimento (Goldman Sachs, Morgan Stanley, Lehman Brothers, Merrill Lynch e Bear Stearns), due conglomerati finanziari (Citigroup, JPMorgan Chase), tre compagnie assicurative cartolarizzate (AIG, MBIA, AMBAC) e le tre agenzie di rating (Moody's, Standard & Poor's, Fitch). Le banche di investimento avevano raggruppato i mutui con altri prestiti e debiti in obbligazioni di debito garantite (CDO), che avevano venduto agli investitori, quindi davano a questi investitori solo delle obbligazioni su dei debiti che difatti erano rischiosissimi mentre le agenzie di rating avevano assegnato molti rating AAA a questi CDO. I prestiti subprime erano gestiti da consulenti molto avventati mentre a molti proprietari di case furono concessi prestiti che non avrebbero mai potuto rimborsare, e quindi le basi di questi CDO erano significativamente deboli.

### Parte II: La Bolla
Durante il boom immobiliare, il rapporto tra il denaro preso in prestito da una banca di investimento e il patrimonio della banca raggiunse livelli senza precedenti e le banche si spinsero a prendersi dei rischi elevatissimi grazie proprio alla deregolamentarizzazione. Il credit default swap (CDS) era simile ad una polizza assicurativa. Gli speculatori potevano acquistare CDS per scommettere contro CDO che non possedevano. Numerosi CDO erano sostenuti da mutui subprime. Goldman-Sachs aveva venduto oltre 3 miliardi di dollari di CDO nella prima metà del 2006. Goldman ha anche scommesso contro CDO di basso valore, dicendo agli investitori che erano di alta qualità. Le tre maggiori agenzie di rating avevano contribuito a ingigantire questo problema. I prodotti con classificazione AAA schizzarono da una manciata di soldi nel 2000 a oltre 4'000 nel 2006.

### Parte III: La Crisi
Il mercato dei CDO crollò e le banche di investimento rimasero con centinaia di miliardi di dollari in prestiti, CDO e immobili che non erano stati in grado di scaricare. La grande recessione iniziò nel novembre 2007 e nel marzo 2008 Bear Stearns finì i soldi. A settembre, il governo federale rilevò Fannie Mae e Freddie Mac, che erano sull'orlo del collasso. Due giorni dopo, Lehman Brothers fallì. Tutte queste entità che avevano rating AA o AAA erano bisognose di salvataggio. Merrill Lynch, sull'orlo del collasso, fu acquisita da Bank of America. Henry Paulson e Timothy Geithner decisero che Lehman dovesse andare in bancarotta, con il risultato di un crollo del mercato. Il 17 settembre, l'insolvente AIG venne rilevata dal governo. Il giorno successivo, Paulson e il presidente della Fed Ben Bernanke chiesero al Congresso 700 milioni di dollari per salvare le banche. Il sistema finanziario globale rimase paralizzato. Il 3 ottobre 2008, il presidente George W. Bush firmò il Troubled Asset Relief Program, ma i mercati azionari globali continuarono a cadere. Licenziamenti e pignoramenti proseguirono con un aumento della disoccupazione al 10% negli Stati Uniti e nell'Unione europea. Entro dicembre 2008 anche GM e Chrysler dovettero far fronte al fallimento. I pignoramenti negli Stati Uniti raggiunsero  livelli senza precedenti.

### Part IV: Responsabilità
I vertici delle aziende insolventi se ne andarono con le loro fortune personali intatte. I dirigenti avevano scelto i loro consigli di amministrazione, che distribuivano miliardi in premi dopo il salvataggio del governo. Le maggiori banche erano cresciute e avevano raddoppiato gli sforzi anti-riforma. Gli economisti accademici avevano sostenuto per decenni la deregolamentazione e avevano contribuito a plasmare la politica degli Stati Uniti opponendosi alle riforme dopo la crisi del 2008. Alcune delle società di consulenza coinvolte erano società di analisiti come Charles River Associates, Compass Lexecon e Law and Economics Consulting Group (LECG). Molti di questi economisti hanno avuto conflitti di interesse, raccogliendo somme come consulenti di aziende e altri gruppi coinvolti nella crisi finanziaria.

### Parte V: A che punto siamo
Decine di migliaia di operai negli Stati Uniti erano stati licenziati. Le riforme finanziarie dell'amministrazione Obama in arrivo erano deboli e non vi era alcuna proposta di regolamentazione significativa delle pratiche delle agenzie di rating, dei lobbisti e dei compensi dei dirigenti. Geithner divenne segretario al tesoro. Martin Feldstein, Laura Tyson e Lawrence Summers sono stati tutti i migliori consiglieri economici di Obama. Bernanke è stato rinominato presidente della Fed. Le nazioni europee hanno imposto rigide normative sul risarcimento bancario, ma gli Stati Uniti hanno resistito.

## Produzione

### Intervistati
- Gylfi Zoega: Professore di economia, Università d'Islanda
- Andri Snær Magnason: Scrittore e regista
- Sigridur Benediktsdottir: Commissione speciale d’inchiesta, Parlamento islandese
- Paul Volcker: Ex presidente della Federal Reserve
- Dominique Strauss-Kahn: Direttore generale, Fondo Monetario Internazionale
- George Soros: Presidente, Soros Fund Management
- Barney Frank: Presidente, Commissione per i servizi finanziari statunitense
- David McCormick: Vice segretario al Tesoro, Amministrazione Bush
- Scott Talbott: Capo lobbista, Financial Services Roundtable
- Andrew Sheng: Consigliere capo, Commissione di regolamentazione bancaria della Cina
- Lee Hsien Loong: Primo ministro di Singapore (come Hsien Loong Lee)
- Christine Lagarde: Ministra dell’economia e delle finanze della Francia
- Gillian Tett: Direttrice editoriale USA, The Financial Times
- Nouriel Roubini: Professore, Scuola di economia aziendale della NYU
- R. Glenn Hubbard: Consigliere economico capo, Amministrazione Bush
- Eliot Spitzer: Ex governatore dello Stato di New York
- Samuel Hayes: Professore emerito di investment banking, Harvard Business School
- Charles Morris: Autore, The Two Trillion Dollar Meltdown
- Robert Gnaizda: Ex direttore, Greenlining Institute
- Willem Buiter: Capo economista, Citigroup
- Andrew Lo: Professore e direttore, Laboratorio di ingegneria finanziaria del MIT
- Michael Greenberger: Ex vicedirettore, Commissione per il commercio dei futures sulle materie prime
- Satyajit Das: Consulente in derivati
- Frank Partnoy: Professore di diritto e finanza, Università della California, San Diego
- Eric Halperin: Direttore, Centro per il credito responsabile
- Martin Wolf: Commentatore capo di economia, The Financial Times
- Kenneth Rogoff: Professore di economia, Harvard (come Prof. Ken Rogoff)
- Daniel Alpert: Direttore generale, Westwood Capital
- Raghuram Rajan: Capo economista, Fondo Monetario Internazionale
- Lawrence McDonal: Ex vicepresidente, Lehman Brothers
- Harvey Miller: Avvocato fallimentare di Lehman
- Jeffrey Lane: Vicepresidente, Lehman Brothers
- Jonathan Alpert: Psicoterapeuta
- Kristin Davis: Maman di Manhattan
- Allan Sloan: Redattore senior, rivista Fortune
- William Ackman: Gestore di fondi speculativi (come Bill Ackman)
- Jerome Fons: Ex direttore generale, agenzia di rating Moody’s
- Frederic Mishkin: Governatore, Federal Reserve
- Simon Johnson: Professore, MIT
- Joanna Xu: Ex operaia di fabbrica
- Patrick Daniel: Caporedattore, Singapore Press Holdings
- Columba Ramos: Vittima di frode
- Eric Evanouskas: Volontario, Catholic Charities
- Steven A. Stephen: Ex operaio edile
- Martin Feldstein: Professore di economia, Harvard
- John Campbell: Direttore, Dipartimento di economia di Harvard

## Distribuzione
Inside Job è stato presentato al Festival di Cannes nel maggio 2010 e al Festival di Roma nel successivo novembre, e a ottobre 2010 è uscito nelle sale statunitensi, distribuito da Sony Pictures Classics.
La distribuzione del film in Italia è avvenuta il 18 marzo 2011.

## Riconoscimenti
- Premi Oscar 2011
  - Miglior documentario